# Király Zoltán (író)
Király Zoltán (Kerepestarcsa, 1983. december 5. –) magyar író, közgazdász

## Életpályája
Király Zoltán (írói álnevén Sultanius du Roi) 1983-ban született Kerepestarcsán. Általános iskolai tanulmányait Gödöllőn fejezte be, majd a Békésy György Posta- és Távközlésforgalmi Szakközépiskolában tanult tovább. Az érettségi letétele után felvételt nyert a Heller Farkas Gazdasági- és Turisztikai Szolgáltatások Főiskolába, ahol idegenforgalmi és szálloda szakon szerzett közgazdász végzettséget. Diplomamunkájának címe "Gödöllő turisztikai háttere".
Felsőfokú tanulmányai lezárását követően operátorként helyezkedett el. 2008-ban egy fél évet a szállodaiparban Fort Williamben (Skócia), 2009-től egy évet légiutas-kísérőként Frankfurtban töltött.

## Politika
2010. október 3-án a Bleyer Jakab Közösség támogatásával indult a gödöllői német kisebbségi önkormányzati választásokon, ahol megválasztották, majd a kisebbségi önkormányzat elnöke lett. Közel egy hónappal megválasztása után lemondott mandátumáról.

## Művei

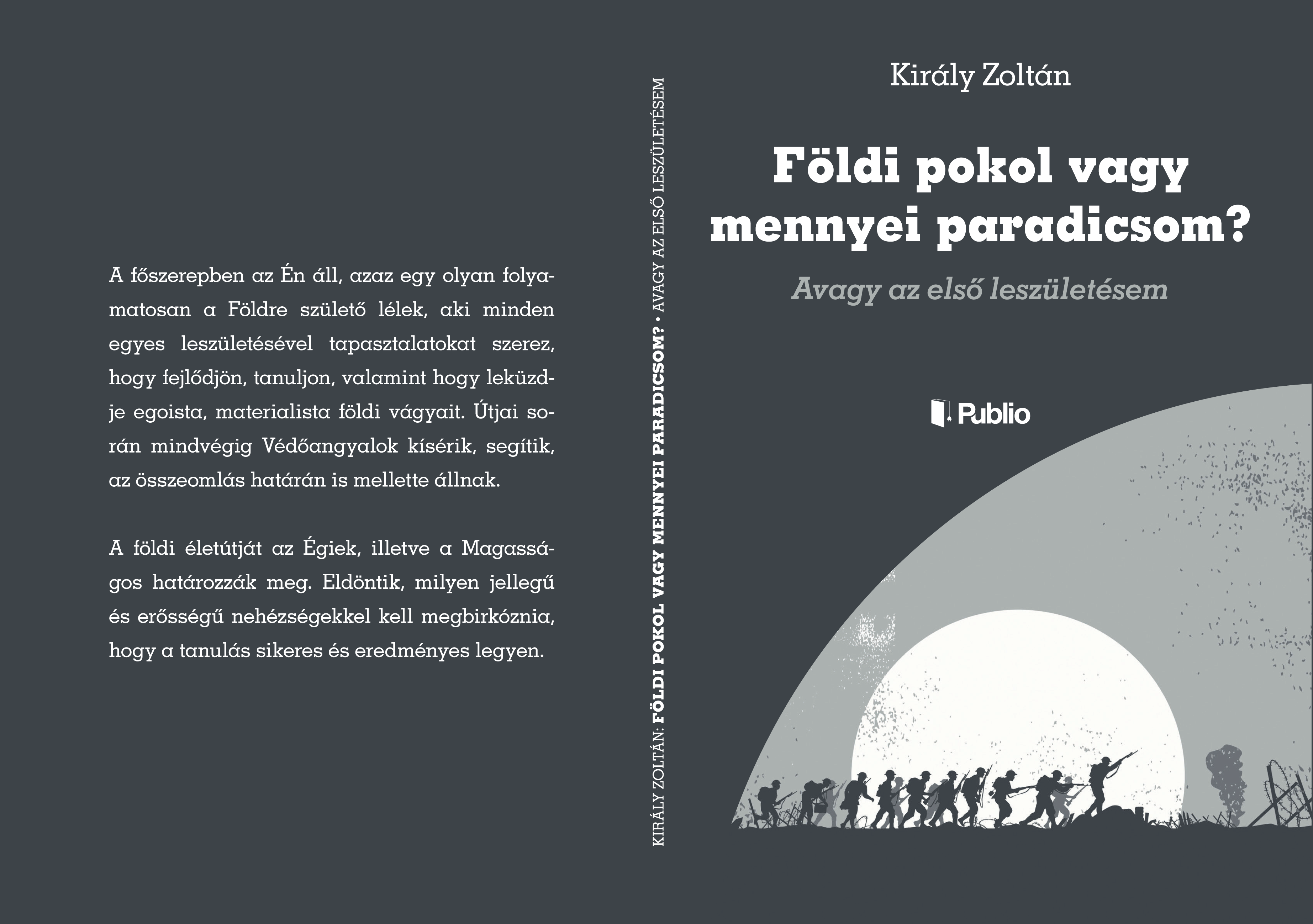
Földi pokol vagy mennyei paradicsom?

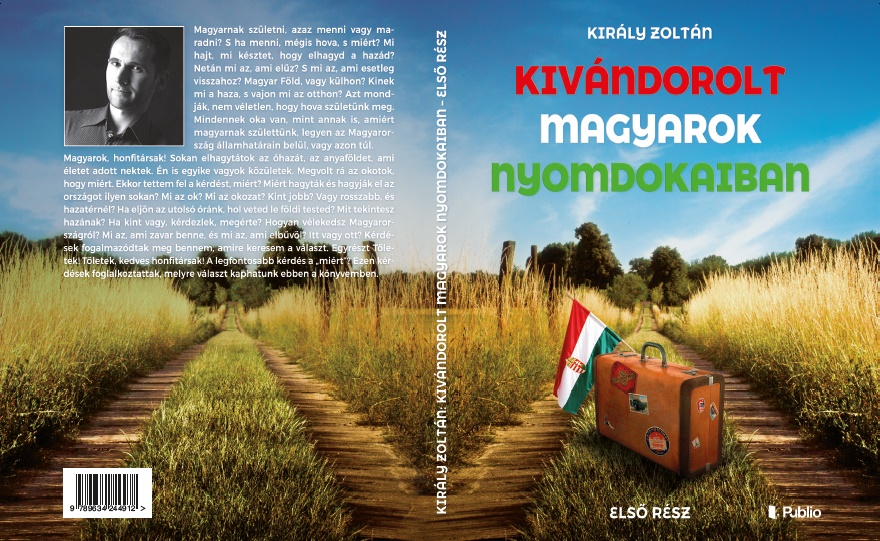
Kivándorolt magyarok nyomdokaiban

- Földi pokol vagy mennyei paradicsom? Avagy az első leszületésem[7]

Első könyvében azt fejti ki, hogy csupán a test halandó, a lélek halhatatlan, mely folyamatosan a földre születik, ezzel is különféle feladatokkal, szituációkkal és problémákkal találkozva, melyek a személyes fejlődését és a tanulását segítik.
2016. április, Publio Kiadó ISSN 9789634247470
- Kivándorolt magyarok nyomdokaiban[8]

Második műve egy szociológiai kutatómunka, mely a külföldre kivándorolt magyar honfitársak életét mutatja be, valamint az általuk adott válaszok alapján készít statisztikát.
2016. december, Publio Kiadó, Hédervár ISSN 9789634430537

## Önkénteskedés az amerikai katonai bázison
2020 októberében a németországi Wiesbadenben létesített amerikai katonai bázison a hónap önkéntesévé választották.